# Franja Šprogar
Franja Šprogar (rojena kot Frančiška Hančič), slovenska učiteljica in političarka, * 17. september 1931, Gozd pri Kamniku, † 16. oktober 2023, Trbovlje.
Med letoma 1986 in 1988 je bila predsednica skupščine občine Trbovlje, hkrati pa tudi prva ženska na čelu Občine Trbovlje.

## Življenje
Rodila se je v delavski družini v Gozdu pri Kamniku. Po končani osnovni šoli je v kamniku obiskovala tri razrede gimnazije, zatem pa se je vpisala v Ljubljano na učiteljišče, ki ga je leta 1953 končala z opravljeno diplomo. Prvo službeno mesto je opravljala v Globodolu, kjer je bila leta 1953 nameščena kot upraviteljica osnovne šole. Šest let kasneje je začela poučevati redni pouk na osnovni šoli Alojza Hohkrauta v Trbovljah, kamor se je preselila z možem Lugijem Šprogarjem. Od leta 1961 do 1972 je poučevala na OŠ Tončke Čeč. Do leta 1986, ko je bila izvoljena v družbenopolitični zbor občine Trbovlje, prav tako pa tudi za predsednico občinske skupščine, je poučevala na OŠ Trbovlje. V tem obdobju je nadaljevala študij razrednega pouka na pedagoški akademiji v Ljubljani. Po dvoletnem mandatu predsednice občinske skupnosti se je upokojila. Za svoje delo je bila nagrajena z republiškim odlikovanjem za delo, leta 1985 pa je prejela prvojunijsko nagrado občine Trbovlje.
Umrla je 16. oktobra 2023 v Trbovljah, pokopana pa je bila tri dni kasneje, na pokopališču v Gabrskem.